# Ordine pubblico e sicurezza interna in Giappone
Le condizioni di ordine pubblico e sicurezza interna in Giappone reggono bene il confronto con quelle di altri paesi industrializzati. Il tasso complessivo di criminalità è basso secondo gli standard nordamericani ed europeo-occidentali ed ha mostrato un declino generale a partire dalla metà degli anni 1960. L'incidenza dei crimini violenti è particolarmente bassa, a causa principalmente della pressione e del condizionamento sociale pervasivi finalizzati al rispetto della legge. Problemi che destano particolare preoccupazione sono quelli tipici di una moderna nazione imdustrializzata, come la delinquenza minorile, il controllo del traffico e i reati dei colletti bianchi.

## Dopo la seconda guerra mondiale
Disordini civili si verificarono a cominciare dall'inizio degli anni 1950, principalmente a Tokyo, ma non minacciarono seriamente la sicurezza interna dello Stato. Di gran lunga meno frequenti dopo l'inizio degli anni 1970, furono in tutti i casi efficacemente contrastati dalle Unità di polizia antisommossa, unità di polizia efficienti e ben addestrate che impiegano le più sofisticate tecniche di controllo antisommossa.

## Polizia

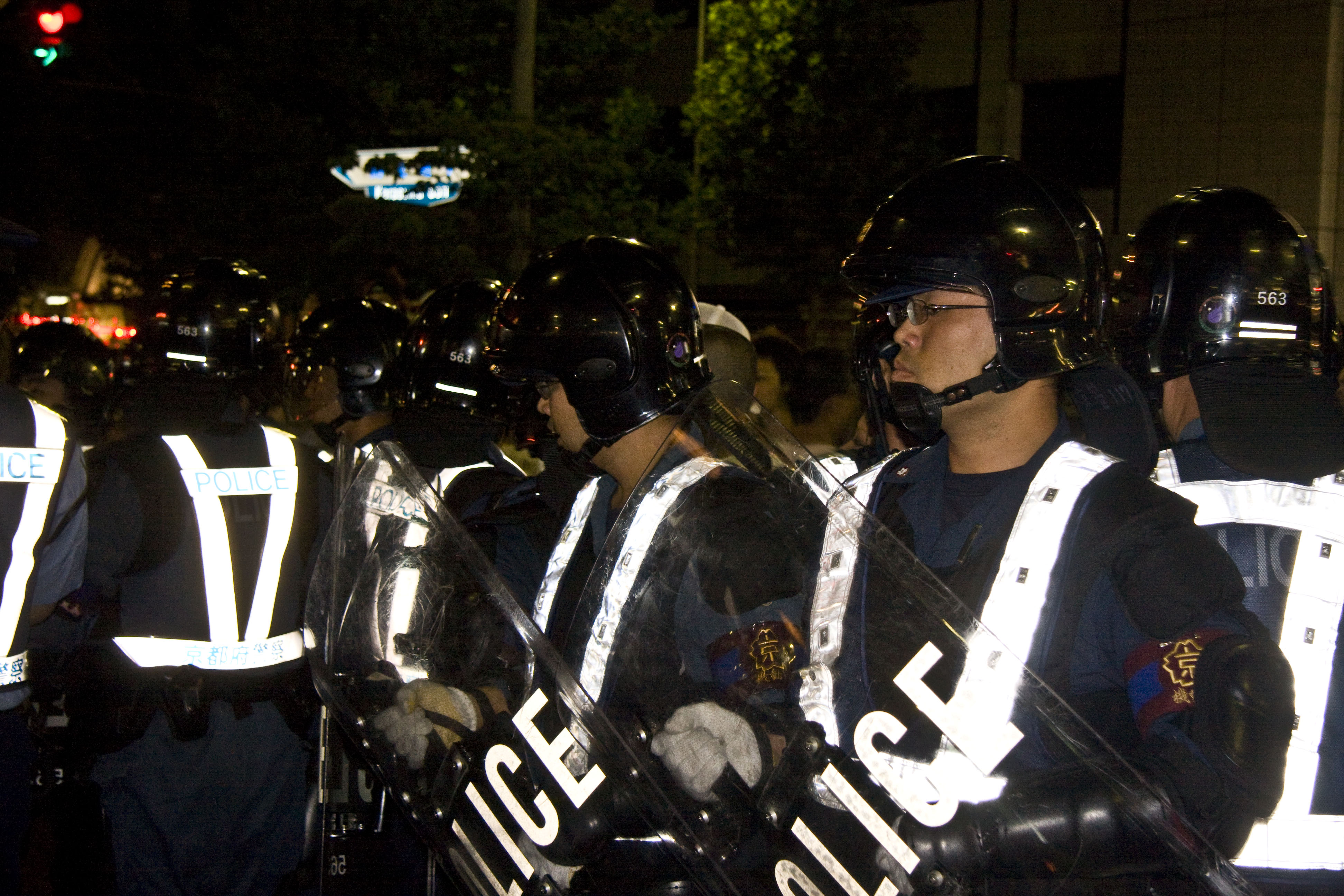
Agenti antisommossa della Polizia prefetturale di Kyoto in servizio di controllo della folla.

La polizia giapponese è un corpo apolitico sotto la supervisione generale di agenzie indipendenti, libera dal controllo diretto dell'esecutivo del governo centrale (vedi Agenzia nazionale di polizia). È controllata da una magistratura indipendente e monitorata da una stampa libera e attiva. La polizia generalmente è assai rispettata e può contare nel suo lavoro su una considerevole cooperazione pubblica. Sebbene siano ben addestrati, la maggior parte degli agenti di polizia, a parte i corpi specializzati, hanno poca esperienza pratica al di fuori delle attività più comuni come infliggere multe o rispondere a un'occasionale lite domestica.

### Processo legale dell'arresto
Quando una persona è sospettata di un crimine, la polizia può trattenerla fino a tre giorni prima di iniziare un'indagine. La polizia deve ottenere l'approvazione dall'ufficio del pubblico ministero per un'indagine di dieci giorni. Se, dopo dieci giorni, la polizia non è soddisfatta dell'indagine, può richiedere ulteriori dieci giorni al pubblico ministero e a un magistrato. Queste richieste sono raramente rifiutate. La cauzione è concessa raramente durante questo periodo, e solo in circostanze attenuanti estreme, come quando un bambino o un parente anziano dipende dal sospettato per l'assistenza quotidiana. Dopo il secondo periodo di dieci giorni, il pubblico ministero deve formalizzare un'imputazione contro il sospetto o rilasciarlo. Chiunque può essere arrestato e detenuto fino a 23 giorni prima di essere accusato di un crimine.
Quando un sospetto è arrestato, è informato di due diritti, analoghi ai diritti Miranda. Il primo è il diritto di rimanere in silenzio. Il secondo è il diritto di avere  un avvocato nel processo. Il sospettato non ha il diritto di vedere un avvocato prima del processo o di averne uno presente durante le sedute dell'interrogatorio. Se un sospetto non può permettersi un avvocato, non ne sarà nominato uno; non ci sono difensori d'ufficio nel sistema giudiziario giapponese. 
I pubblici ministeri in Giappone generalmente non vanno a processo a meno che non abbiano prove schiaccianti di colpevolezza. A causa di questa tendenza, essi rifiutano di perseguire quasi un quarto di tutti i casi. Per quelli che vanno al processo, i procuratori giapponesi detengono un primato di condanne di circa il 98%. Questi modelli contribuiscono alle percezioni pubbliche dell'infallibilità della polizia e del sistema giudiziario e alla percezione che se una persona è arrestata, lui o lei deve essere colpevole del crimine.

## Sistema penale
I funzionari coinvolti nel sistema giudiziario penale sono di solito professionisti altamente addestrati interessati a prevenire il crimine e a riabilitare i trasgressori. A loro è concessa una considerevole discrezionalità nel trattare le infrazioni legali e sembrano meritare la fiducia e il rispetto accordati loro dal grande pubblico. I diritti costituzionalmente garantiti dell'habeas corpus, della tutela contro l'autoincriminazione e dell'inammissibilità delle confessioni ottenute sotto coercizione sono applicati dalle procedure penali. 
Il sistema carcerario è generalmente moderno e condotto dal punto di vista della risocializzazione. I prigionieri sono trattati su base individuale, e l'istruzione svolge un ruolo di primaria importanza. Particolare attenzione è data ai delinquenti minorili, che sono normalmente ospitati separatamente dai prigionieri adulti. Un programma ben organizzato di libertà sulla parola e di libertà semivigilata impiega numerosi cittadini volontari.